# ニシレモンザメ
ニシレモンザメ（西檸檬鮫、学名：Negaprion brevirostris）はメジロザメ科に分類されるサメの1種。国際自然保護連合により危急種に分類されている。全長は3.4 m（メートル）に達する。亜熱帯の浅い海に生息し、特定の繁殖地に戻ってくることが知られている。夜間に餌を食べることが多く、電気受容器を使って獲物の魚を探す。群れを作ることでコミュニケーション、求愛、摂食、防衛などの利益を得ている。胎生で一妻多夫制であり、雌は2年ごとに出産する。人間にとって大きな脅威とは考えられておらず、これまでに10件の咬傷被害が記録されているが、いずれも命に別状は無かった。平均寿命は25–30歳である。2023年に40歳で死亡した個体が飼育下での最高齢記録である。

## 分類と名称
1868年にフェリペ・ポエによって Hypoprion brevirostris として記載され、後にレモンザメ属 Negaprion に分類された。種小名 brevirostris は「短い」を意味するラテン語形容詞 brevis と「嘴」を意味するラテン語名詞 rostrum の合成語であり、短い吻部を持つことを示す。別のサメであるツマリツノザメ Squalus brevirostris や海鳥のコバシウミスズメ Brachyramphus brevirostris にも用いられている。
本種のシノニムには Carcharias fronto Jordan and Gilbert, 1882、Negaprion fronto (Jordan and Gilbert, 1882)、Carcharias brevirostris (Gunther, 1870)、Carcharhinus brevirostris (Henshall, 1891) などがある。
英名は黄色がかった体色に由来する。

## 分布と生息地
ニュージャージー州からブラジル南部にかけての西大西洋、カーボベルデのサル島を含む西アフリカの沖合の南東大西洋、バハカリフォルニア南部からエクアドルの東太平洋に分布する。主にサンゴ礁、マングローブ、湾、河口などの浅場に生息するが、水深92mからも記録がある。川を遡上することもあるが、淡水域の上流では珍しい。外洋を回遊することもあるが、一生の大半を大陸棚や島棚に沿って過ごす傾向がある。

## 形態
黄色い体色は砂地の海底でカモフラージュの役割を果たす。成体は全長2.4–3.1 m、体重90 kg（キログラム）に達し、雄は2.24 m、雌は2.4 mで性成熟する。最大で全長3.43 m、体重183.7 kg に達する。頭部は平たく、吻部は短く幅広で、第二背鰭は第一背鰭とほぼ同じ大きさである。他の軟骨魚類と同様に頭部にロレンチーニ器官と呼ばれる電気受容器を持つ。これらの受容器は獲物が発する電気信号を受容し、夜間でも獲物を感知することが出来る。オオメジロザメと似るが、オオメジロザメは第一背鰭と第二背鰭の大きさが異なる。インド太平洋に分布するレモンザメよりも大型で、体色はより黄色が強い。

## 生息地の選択
活動パターンと空間の利用は種の行動生態学を理解する上で重要である。動物は良い餌場や安全な場所の指標となる環境の非生物的要因を基に生息地を選択することが多い。本種は暖かく浅い岩場や砂地を好む。
環境温度はサメの体温を変化させ、最終的には成長や代謝などに影響を及ぼす。そのため本種は最適な代謝を維持するために温暖な生息地を選択する。海草の密生した藻場は獲物を見つけるのが難しいため、避けると考えられている。多くの魚類が生息するため、浅瀬のマングローブやその付近に生息する傾向がある。生息地に関するデータは、主に湾、河口、三角州、浅瀬に生息する沿岸の個体群に基づく。本種がマングローブに生息する理由としては、獲物が豊富であるためという説と、若いサメの天敵である大型のサメからの避難所であるためという説がある。大型個体ほど捕食されるリスクが減少するため、その生息地はより深くなる傾向がある。生息地の選択は明らかに様々な環境要因によるものである。
本種の生息するマングローブ林は、しばしば生育地とされる。生育地はサメと最も頻繁に遭遇する場所、出産後に留まる傾向がある場所、頻繁に戻ってくる場所、群れが数年間繰り返し使用する生息地として定義される。生育地の概念は少なくとも1世紀前から知られ、研究されてきた。さらに3億2000万年前の化石から、浅い沿岸地域を生育地として使用することは原始的であることが示唆されている。
本種は長期間にわたって生育地を使用する傾向があるため、すべてのサメが日和見的な捕食者であるという考えに異議を唱える種となる。本種の摂食行動は、行動圏が決まっているため簡単に判断できる。

## 摂餌
夜間に摂餌を行い、通常魚食性であるが、甲殻類などの底生生物を食べることもある。大型個体が小型個体を食べる共食いも記録されている。環境条件が良好で、獲物が豊富で入手しやすい場合、特定の種とサイズの獲物を強く好む傾向にある。追跡技術を利用し、より遅く、簡単に捕まえられる種を選択的に捕食する。バハマではブダイ科とクロサギ科は擬態を行う種であるため、本種の静止した摂餌には不利である。本種は利用可能な他の獲物と比較して中程度の大きさの獲物を捕食する。この傾向は獲物の大きさと捕獲確率の関係によるもので、本種の摂餌行動の一般的な傾向は最適採餌理論に準拠している。
横転して獲物に噛みつくのではなく、猛スピードで獲物に近づき、接触すると胸鰭を使って急停止する。次に獲物を顎でしっかりとつかむまで何度も噛みつき、頭を左右に振って肉を食べる。その後獲物から放出される血液や体液を感知した個体が、大群となって集まってくる狂乱索餌となる。獲物が暴れる音も群れを引き寄せることから、索餌の際は音も感知していることが示唆される。群れでの狩りや集団での腐肉食といった集団での摂食行動を観察した研究では、捕獲・検査された数匹の個体の胃の中から同じトビエイ亜目の断片が見つかった。

## 行動

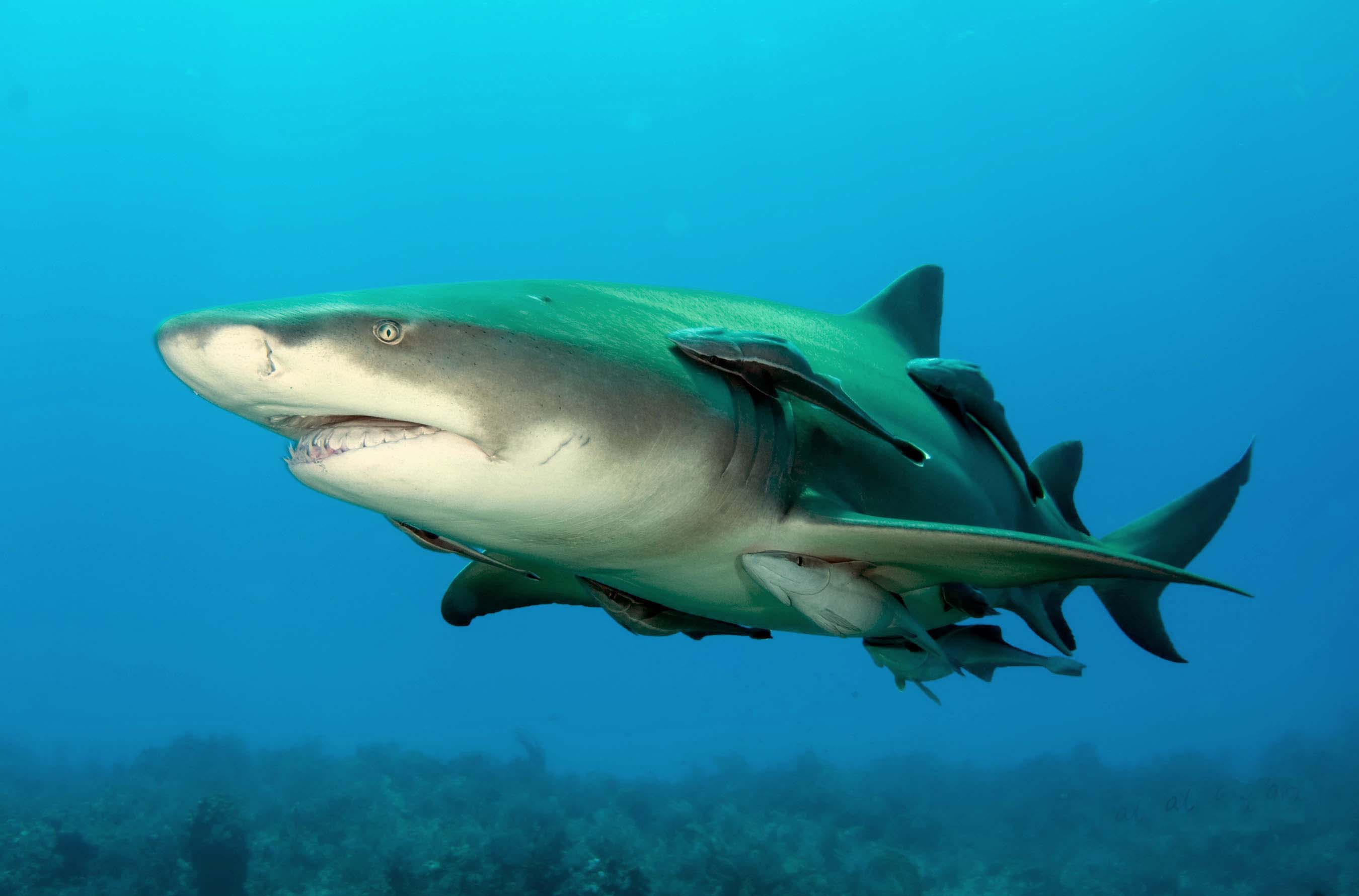
本種にはコバンザメ科が付くことが多い

本種を含む多くのサメは社会性が高く、群れや緩やかな集団で生活することが知られている。群れを作る利点としては、コミュニケーション、求愛、捕食行動、防衛などがある。群れで生活し社会的交流を行うことは、若い個体の生存と成功に重要であると考えられる。ただし群れには病気や寄生虫の伝染リスクの高さ、資源を巡る競争など負の面もある。大きさの近い個体が群れる傾向にあり、生息地の移動などの要因が、サイズや性別に基づく群れの形成に関与していると考えられる。例外として、1歳までのサメは大きさの近い個体で群れることを好まない。この行動に関して、捕食者や獲物などに関する生息地の情報を収集するのがより簡単なので、若い個体にとっては大きな個体と付き合うことが有益であるという仮説がある。本種の群れはマングローブ林など生息地の獲物など限られたリソースへの単純な魅力ではなく、社会性を持ちたいという積極的な欲求によって形成される。哺乳類や鳥類では複雑な社会的行動と脳の大きさが関連していることが多くの研究で示されている。本種の脳は相対的質量が哺乳類や鳥類の脳に匹敵しており、社会関係から学び、他の個体と協力し、順位制と安定した社会的な絆を確立する能力があることが示唆されている。発信器をつけた調査では、昼夜を問わず動き回っていることがわかった。多くのサメは呼吸のために常に泳ぎ続ける必要があるが、本種はその必要がない。 

## 繁殖
繁殖のために特別な繁殖地に集まる。雌は決まって特定の浅い生育地で子供を産む。幼体はパップと呼ばれ、深い水域に移動する前に数年間生育地に留まる傾向がある。胎生であり、母親が卵黄嚢の胎盤を介して胎仔に直接栄養を与え、仔魚は生きたまま生まれる。雄が雌を抱きかかえ、クラスパーを雌の総排泄腔に挿入して体内受精を行う。一妻多夫制で、卵管に精子を数ヶ月間貯蔵できるため精子の競合が起こる。いくつかの研究では、一妻多夫制は子孫への間接的な遺伝的利益ではなく、利便性から適応したことを示唆している。雌が雄からの嫌がらせを避けるために複数回交尾すると考えられている。雌の生殖周期は2年で、妊娠に1年、出産後の卵形成と卵黄形成にさらに1年かかる。12-16歳で性成熟に達し、繁殖力は低い。雄は雌よりも早く成熟する傾向がある。産仔数は最大で19尾である。

## 人との関わり
主にマイアミ大学のサミュエル・H・グルーバーの研究により、その行動と生態がサメの中でもよく知られている。グルーバーは1967年から野外と実験室の両方で本種を研究してきた。彼が研究を行ったバハマ西部のビミニ周辺の個体群は、おそらくすべてのサメの個体群の中で最もよく知られている。肉、鰭、皮が珍重されるため、大西洋、カリブ海、東太平洋沿岸において漁業の対象となっている。皮は革製品に使用され、肉は食用とされ、多くの地域で珍味とされている。乱獲により北西大西洋と東太平洋では個体数が減少する懸念がある。危急種とされている。インターナショナル・シャーク・アタック・ファイルには咬傷被害が11件記載されているが、いずれも致命傷には至っていない。しかし人間に対して潜在的な危険があり、狂乱索餌状態では人を無差別に攻撃することもある。

## 画像

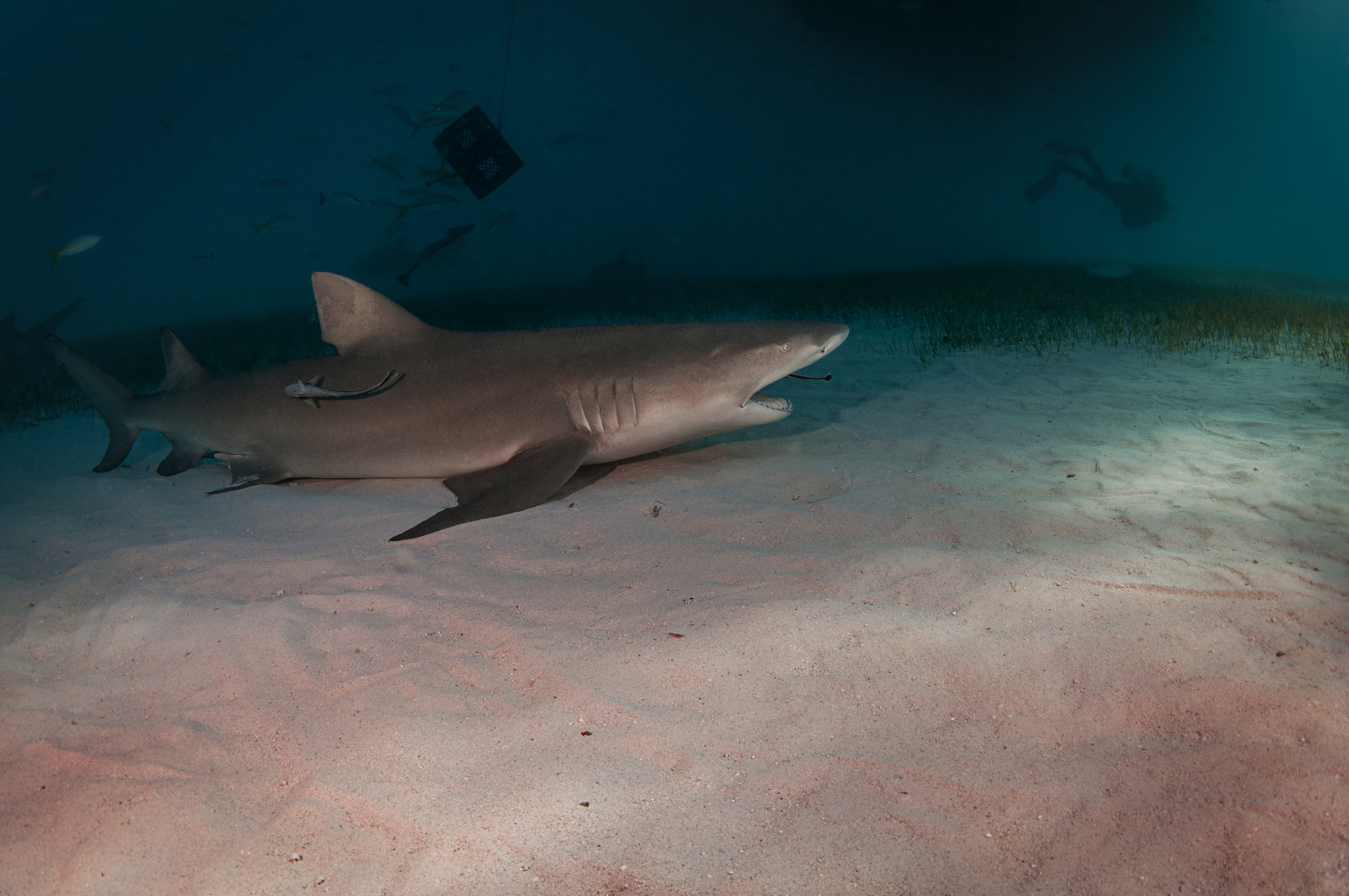
海底で休む
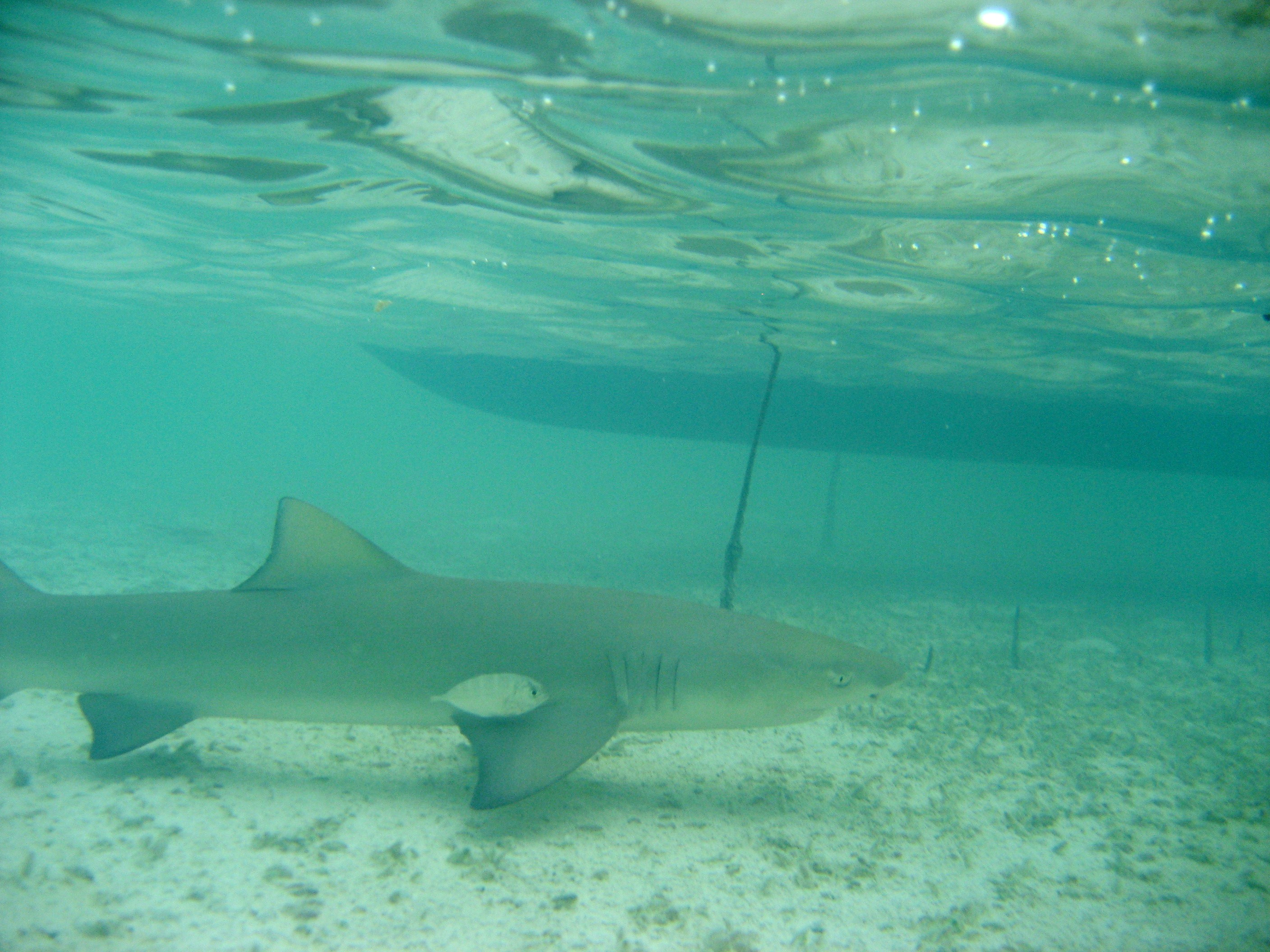
浅瀬を泳ぐ
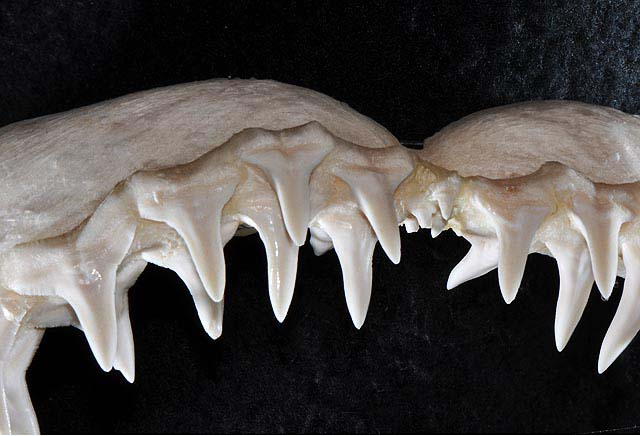
上顎
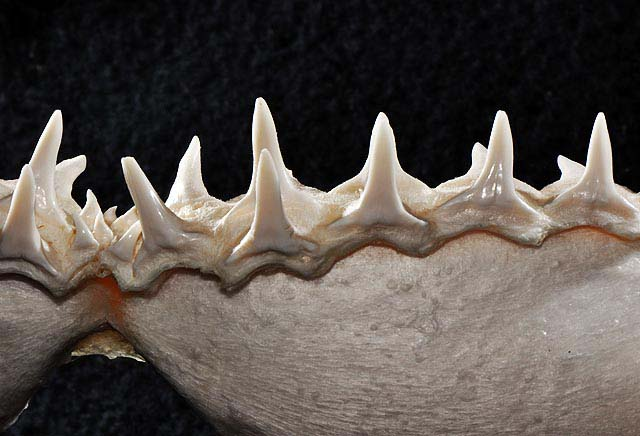
下顎
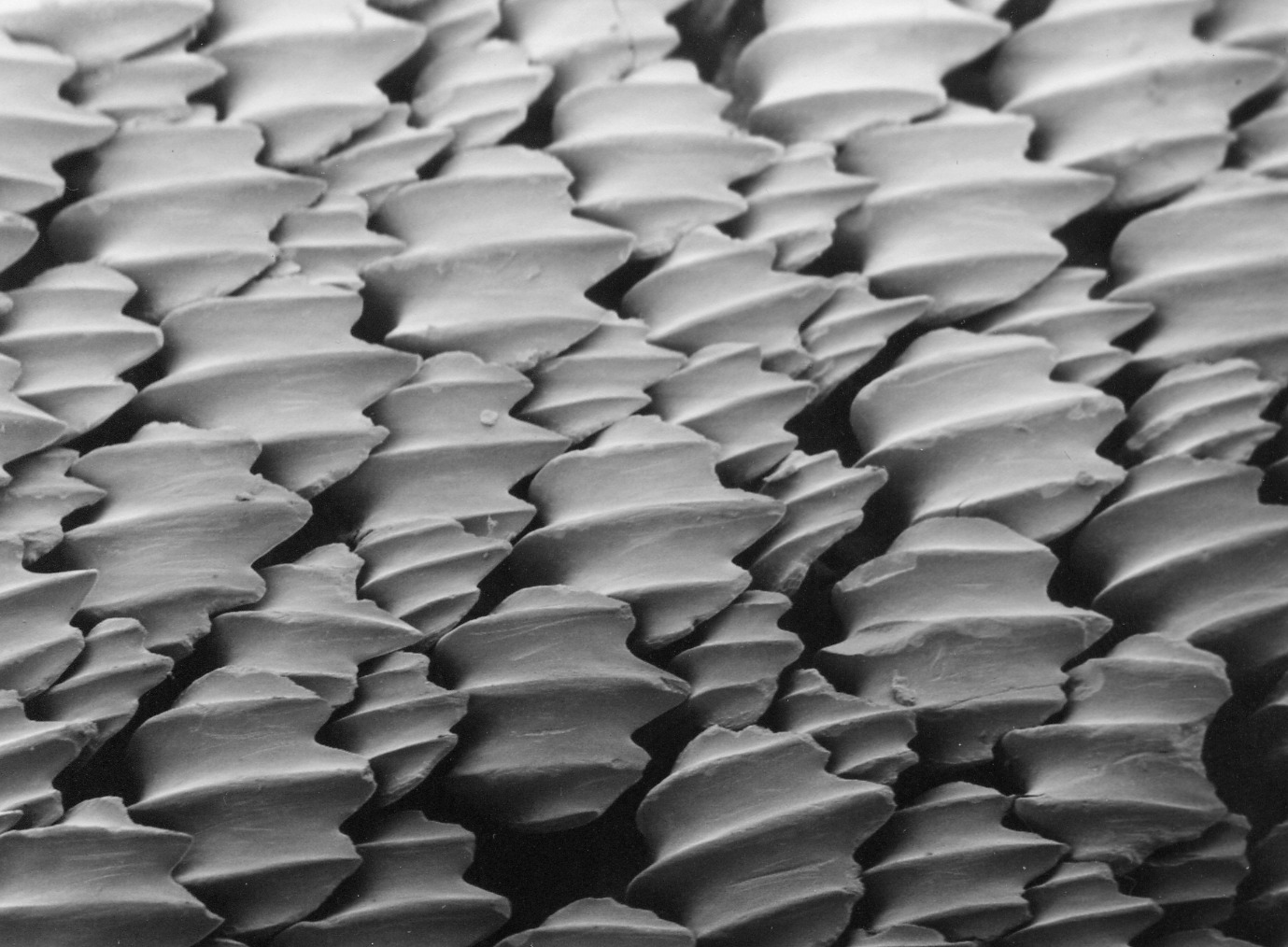
肌の拡大写真